# Massa Marittima
Massa Marittima är en ort och kommun i provinsen Grosseto i regionen Toscana i Italien. Kommunen hade 8 303 invånare (2018).